# OR51E1
OR51E1 (англ. Olfactory receptor family 51 subfamily E member 1) – білок, який кодується однойменним геном, розташованим у людей на короткому плечі 11-ї хромосоми. Довжина поліпептидного ланцюга білка становить 317 амінокислот, а молекулярна маса — 35 271.
| 10         |  | 20         |  | 30         |  | 40         |  | 50         |
| ---------- |  | ---------- |  | ---------- |  | ---------- |  | ---------- |
| MVDPNGNESS |  | ATYFILIGLP |  | GLEEAQFWLA |  | FPLCSLYLIA |  | VLGNLTIIYI |
| VRTEHSLHEP |  | MYIFLCMLSG |  | IDILISTSSM |  | PKMLAIFWFN |  | STTIQFDACL |
| LQMFAIHSLS |  | GMESTVLLAM |  | AFDRYVAICH |  | PLRHATVLTL |  | PRVTKIGVAA |
| VVRGAALMAP |  | LPVFIKQLPF |  | CRSNILSHSY |  | CLHQDVMKLA |  | CDDIRVNVVY |
| GLIVIISAIG |  | LDSLLISFSY |  | LLILKTVLGL |  | TREAQAKAFG |  | TCVSHVCAVF |
| IFYVPFIGLS |  | MVHRFSKRRD |  | SPLPVILANI |  | YLLVPPVLNP |  | IVYGVKTKEI |
| RQRILRLFHV |  | ATHASEP    |  |            |  |            |  |            |

A: Аланін

C: Цистеїн

D: Аспарагінова кислота

E: Глутамінова кислота

F: Фенілаланін

G: Гліцин

H: Гістидин

I: Ізолейцин

K: Лізин

L: Лейцин

M: Метіонін

N: Аспарагін

P: Пролін

Q: Глутамін

R: Аргінін

S: Серин

T: Треонін

V: Валін

W: Триптофан

Кодований геном білок за функціями належить до рецепторів, g-білокспряжених рецепторів, білків внутрішньоклітинного сигналінгу. 
Локалізований у клітинній мембрані.